# 類数公式
数論における、類数公式（るいすうこうしき、英語: class number formula）は、代数体の多くの重要な不変量（特にイデアル類群の位数である類数）をデデキントゼータ函数の特殊値に関係付ける公式である。

## 一般的な類数公式
以下のように定義する。
- K を数体とする。
- [K : Q] = n= r1 + 2r2 であるとする。ここに {\displaystyle r_{1}} は K の実埋め込みの数を表し、{\displaystyle 2r_{2}} は K の複素埋め込みの数を表す。
- {\displaystyle \zeta _{K}(s)} を K のデデキントのゼータ函数とする。
- {\displaystyle h_{K}} は類数、すなわち K のイデアル類群の元の数
- {\displaystyle \operatorname {Reg} _{K}} は K の単数基準（レギュレータ）
- {\displaystyle w_{K}} は K に含まれる1の冪根の数
- {\displaystyle D_{K}} は代数拡大 K/Q の判別式（英語版）

すると、次の定理が成り立つ。
定理（類数公式） K のデデキントゼータ函数 {\displaystyle \zeta _{K}(s)} は、{\displaystyle \Re (s)>1} で絶対収束し、s = 1 に唯一の一位の極を持つ複素平面全体で定義される有理型函数へ拡張（解析接続）できる。その極における留数は
{\displaystyle \lim _{s\to 1}(s-1)\zeta _{K}(s)={\frac {2^{r_{1}}\cdot (2\pi )^{r_{2}}\cdot h_{K}\cdot \operatorname {Reg} _{K}}{w_{K}\cdot {\sqrt {|D_{K}|}}}}}
である。
これが最も一般的な「類数公式」である。特別な場合、例えば K が Q の円分拡大体のときには、より精密な類数公式が存在する。

## 証明
類数公式の証明のアイデアは、K = Q(i) のときが一番理解しやすい。この場合には、K の整数環はガウス整数環である。
基本的な計算で、デデキントのゼータ函数の s = 1 での留数は、デデキントのゼータ函数のディリクレ級数表現における係数の平均値である。ディリクレ級数の n 番目の係数は、本質的に n を非負な整数の二乗の和として表現する方法（整数の順序対）の数である。したがって、デデキントのゼータ函数の s = 1 での留数は、表現の数の平均値を計算することで求めることができる。これは、ガウスの円の問題(Gauss circle problem)の記事にあるように、原点を中心とする四分円の中に入る格子点の数を近似することで計算でき、留数は π/4 となる。
K が任意の虚二次体の場合は、これと非常に似た証明となる。
一般の場合は、ディリクレ単数定理によって、K の整数環の単数群は無限群である。それにもかかわらず、実埋め込みと複素埋め込み (classical theory of real and complex embeddings) という古典的な理論を使うことで留数の計算を格子点の数え上げ問題に還元することができ、格子点の数を領域の体積で近似できるため、証明が可能である。

## ディリクレの類数公式
ディリクレは1839年に二次体の類数公式の証明を出版したが、イデアル類というより、二次形式の言葉で書かれていた。ガウスは既にこの公式を1801年には知っていたと考えられる。
この記述は、ダベンポート (Davenport)のものに従う。
d を基本判別式とし、h(d) を判別式 d を持つ二次形式の同値類の数とする。{\displaystyle \chi =\left(\!{\frac {d}{m}}\!\right)} をクロネッカーの記号とする。すると {\displaystyle \chi } はディリクレ指標である。{\displaystyle \chi } のディリクレのL-級数を {\displaystyle L(s,\chi )} と書くことにする。d > 0 に対し t > 0 とし、u > 0 である u をペル方程式 {\displaystyle t^{2}-du^{2}=4} の最小の解として、
{\displaystyle \epsilon ={\frac {1}{2}}(t+u{\sqrt {d}}).}
と書くことにする。（すると ε は実二次体 {\displaystyle \mathbb {Q} ({\sqrt {d}})} の基本単数、もしくは基本単数の二乗となる）
d < 0 としたとき、判別式が d である二次形式の自己同型の数を w とする。すなわち、
{\displaystyle w={\begin{cases}2,&d<-4;\\4,&d=-4;\\6,&d=-3.\end{cases}}}
としたときに、ディリクレは、
{\displaystyle h(d)={\begin{cases}{\dfrac {w{\sqrt {|d|}}}{2\pi }}L(1,\chi ),&d<0;\\{\dfrac {\sqrt {d}}{\ln \epsilon }}L(1,\chi ),&d>0.\end{cases}}}
となることを示した。このことは上記の定理 1 の特別な場合であり、二次体 K に対して、デデキントのゼータ函数は、まさに {\displaystyle \zeta _{K}(s)=\zeta (s)L(s,\chi )} となり、留数は {\displaystyle L(1,\chi )} となる。またディリクレは、L-級数は有限の形に書くことが可能であることをも示し、このことは類数が有限の形となることを意味している。主導手 {\displaystyle q} に対して、{\displaystyle \chi } が原始的 (primitive) である（→w:Dirichlet character#Primitive characters and conductor）と仮定すると、
{\displaystyle L(1,\chi )={\begin{cases}-{\dfrac {\pi }{q^{3/2}}}\sum _{m=1}^{q-1}m\left({\dfrac {m}{q}}\right),&q\equiv 3\mod 4;\\-{\dfrac {1}{q^{1/2}}}\sum _{m=1}^{q-1}\left({\dfrac {m}{q}}\right)\ln 2\sin {\dfrac {m\pi }{q}},&q\equiv 1\mod 4.\end{cases}}}
となる。

## 有理数のガロア拡大
K を Q のガロア拡大とすると、アルティンのL-函数の理論を {\displaystyle \zeta _{K}(s)} へ適用する。これはリーマンゼータ函数の一つの因数を持ち、留数が 1 の極を持ち、商が s = 1 で正則になる。すなわち、類数公式の右辺が左辺である
{\displaystyle \prod L(1,\rho )^{\dim \rho }}
に等しいとみなすことができる。ρ は次元 dim(ρ) の Gal(K/Q) の既約な非自明複素線型表現の類のすべてをわたる。これは、正則表現の標準的な分解に従うものである。

## 有理数のアーベル拡大
これは上記のケースで Gal(K/Q) がアーベル群である（ガロア群がアーベル群の場合をアーベル拡大と言う）ケースで、このときすべての ρ は（類体論を経由して）、f を法とするディリクレ指標（導手と呼ばれる）に置き換えることができる。したがって、すべての L(1) の値はディリクレのL-函数となり、これに対して対数を含む古典的な公式が存在する。
クロネッカー・ウェーバーの定理により、解析的類数公式に必要とされるすべての値は、円分体を考えたときに既に発生している。この場合には、エルンスト・クンマーにより示されたことであるが、さらに定式化が存在する。レギュレータは、円分体の単数の対数によって割ることで得られる「対数空間」の中の体積の計算だが、円分体の単数の対数として認識できる L(1) から逆算することが出来る。類数は、単数の群全体における円分体の単数のインデックスから決定することが可能という結論となる。
岩澤理論では、これらのアイデアは、スティッケルベルガーの定理(Stickelberger's theorem) とさらに深く結びついている。